# Adem Boudjemline
Adem Boudjemline, né le 28 février 1994, est un lutteur algérien pratiquant la lutte gréco-romaine.

## Carrière
Adem Boudjemline remporte la médaille de bronze dans la catégorie des moins de 80 kg aux Championnats d'Afrique de lutte 2014 à Tunis ainsi qu'aux Championnats d'Afrique de lutte 2015 à Alexandrie, où il est également médaillé d'argent en lutte libre en moins de 86 kg.
Il remporte la médaille d'or dans la catégorie des moins de 85 kg aux Jeux africains de  2015 à Brazzaville, aux Championnats d'Afrique de lutte 2016 à Alexandrie, et termine 17e de cette catégorie aux Jeux olympiques d'été de 2016 à Rio de Janeiro.
Toujours dans la catégorie des moins de 85 kg, il est médaillé d'argentaux Championnats d'Afrique de lutte 2017 à Marrakech et médaillé de bronze aux Jeux de la solidarité islamique de 2017 à Bakou. 
Médaillé d'or dans la catégorie des moins de 87 kg aux Championnats d'Afrique de lutte 2018 à Port Harcourt, il est ensuite médaillé d'argent dans la catégorie des moins de 97 kg aux Jeux méditerranéens de 2018 à Tarragone puis médaillé d'or aux Championnats d'Afrique de lutte 2019 à Hammamet, aux Jeux africains de 2019 à Rabat ainsi qu'aux Championnats d'Afrique de lutte 2020 à Alger.
Vainqueur du tournoi de qualification Afrique-Océanie à Hammamet, il se qualifie pour les Jeux olympiques de Tokyo.
Il est médaillé d'or dans la catégorie des moins de 97 kg aux Championnats d'Afrique de lutte 2022 à El Jadida et médaillé d'argent dans cette catégorie aux Championnats d'Afrique de lutte 2023 à Hammamet.

## Famille
Il est le frère du lutteur Akram Boudjemline.